# 十月革命勋章

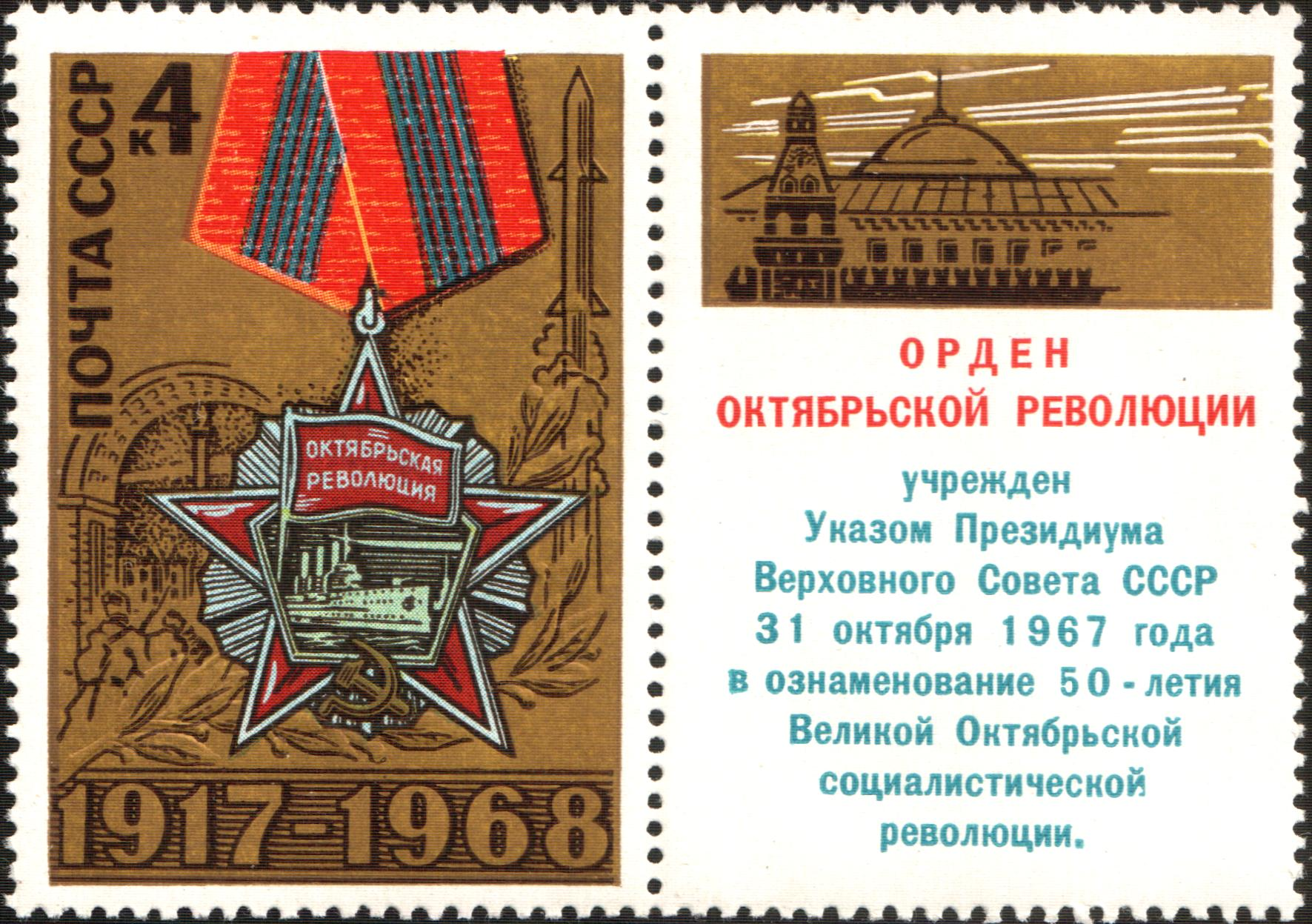
1967年蘇聯一款郵票

十月革命勋章（俄语：Орден Октябрьской Революции）是苏联最高苏维埃在1967年10月31日为纪念十月革命50周年设立的勋章，頒發予“对社会主义和共产主义中有杰出贡献”“在与敌人作战和保卫苏联国家安全中有杰出贡献”或“努力发展苏联和其他国家关系，加强世界和平”的人，在苏联勋章中，十月革命勋章的地位仅次于列宁勋章。

## 獲獎條件
此勳章授予給做出以下功績的苏联或外國公民、企业、机关、团体、劳动者集体、部队和兵团，以及共和国、边疆区、州和市：
- 积极从事革命活动、为建立和巩固苏维埃政权作出巨大贡献
- 在建成 社会主义和建设共产主义
- 加强苏联的国防实力方面建立功勋
- 在同苏维埃国家的敌人的战斗中表现特别勇敢
- 在发展国民经济、科学文化方面取得重大成就
- 为发展和加深苏联同其他国家人民之间的友好联系、为巩固和平而积极工作的。

## 勋章制式
十月革命勋章的奖章部分是一颗五角之间散发金色光芒的红星，红星的中央是参与了十月革命，炮打冬宫的阿芙乐尔号巡洋舰的图案，在红星上方是一面红旗，上面写着（“十月革命”），红星下方则是镰刀和锤子的图案。十月革命勋章最长处为43毫米。主体由银制成，下方的镰刀和锤子由金银铜钯合金制成。勋章全重约31g。
其章略为红色，中间有五条蓝色细线。
十月革命勋章通常戴于左胸，位於列寧勳章之後。

## 获奖人員及單位

### 首次頒發
第一号和第二号十月革命勋章分别在1967年11月4日颁给了列宁格勒和莫斯科这两座城市。俄罗斯苏维埃联邦社会主义共和国及乌克兰苏维埃社会主义共和国分別在1967年12月19日和22日獲頒此勳章。1968年2月22日，第五號勳章被授予阿芙乐尔号巡洋舰，成為唯一一艘获得十月革命勋章的舰船。

### 獲奖人員

#### 首批獲奖者
1968年2月22日，以下十六位軍事將領獲頒十月革命勋章，成為第一批獲得此勳章的人：
- 蘇聯元帥霍夫汉内斯·巴格拉米扬
- 蘇聯元帥亞歷山大·米哈伊洛維奇·華西列夫斯基
- 空軍主帥 康斯坦丁·安德烈耶維奇·韦尔希宁（俄语：Вершинин,_Константин_Андреевич）
- 炮兵主帥尼古拉·尼古拉耶维奇·沃罗诺夫
- 蘇聯元帥菲利普·伊凡洛維奇·戈利科夫
- 苏联海军元帅謝爾蓋·格奧爾基耶維奇·戈爾什科夫
- 蘇聯元帥安德烈·伊万诺维奇·叶廖缅科
- 蘇聯元帥格奧爾基·康斯坦丁諾維奇·朱可夫
- 蘇聯元帥伊萬·斯捷潘諾維奇·科涅夫
- 蘇聯元帥尼古拉·伊万诺维奇·克雷洛夫
- 蘇聯元帥基里爾·阿法納西耶維奇·梅列茨科夫
- 蘇聯元帥基里尔·谢苗诺维奇·莫斯卡连科
- 蘇聯元帥康斯坦丁·康斯坦丁諾維奇·羅科索夫斯基
- 蘇聯元帥瓦西里·丹尼洛維奇·索科洛夫斯基
- 蘇聯元帥謝苗·康斯坦丁諾維奇·鐵木辛哥
- 蘇聯元帥瓦西里·伊万诺维奇·崔可夫

#### 两次獲奖者
只有約20人两次获得十月革命勋章，包括列昂尼德·伊里奇·勃列日涅夫。

#### 外籍獲奖者
十月革命勋章也奖给外籍人士，以下為部分知名外籍獲奖者：
- 阿雷桑德羅·納塔意大利共產黨總書記
- 尼古拉·齐奥塞斯库羅馬尼亞社會主義共和國總統
- 尼古拉·齐奥塞斯库羅馬尼亞社會主義共和國總統
- 古斯塔夫·胡薩克捷克斯洛伐克共產黨總書記
- 約瑟普·布羅茲·鐵托南斯拉夫社會主義聯邦共和國總統
- 埃里希·昂納克德意志民主共和國國務委員會主席
- 尤睦佳·泽登巴尔蒙古人民共和國部長會議主席

### 获奖單位

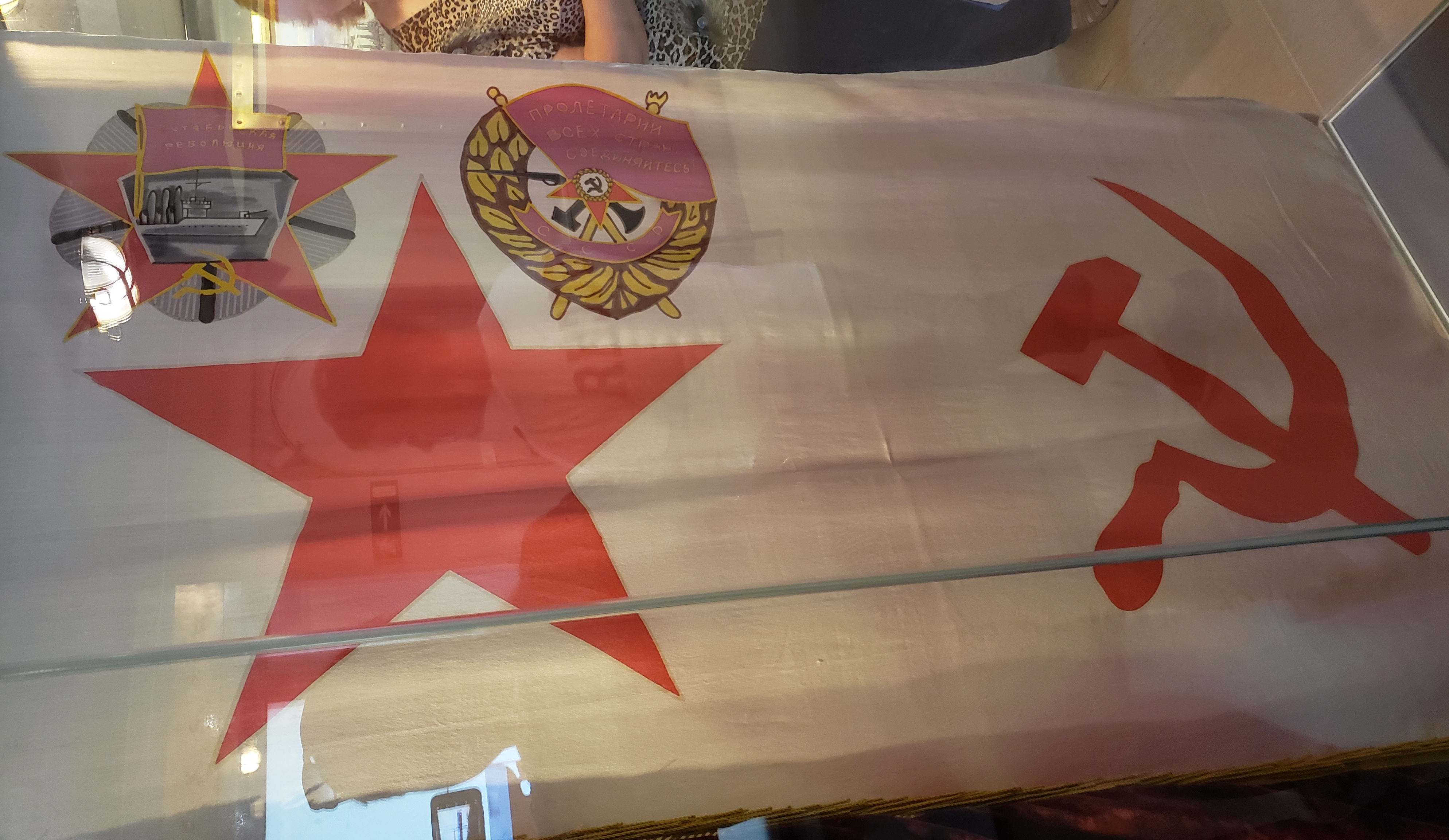
曙光號巡洋艦藏蘇聯時期的艦旗，可見旗幟上的十月革命勳章

以下為部分知名獲奖單位：
- 曙光號巡洋艦

#### 學院
- 茹科夫斯基空軍工程學院
- 基輔大學
- 莫斯科航空学院
- 莫斯科國立大學
- 鮑曼莫斯科國立技術大學
- 莫斯科動力工程學院（英语：Moscow Power Engineering Institute）
- 俄羅斯聯邦國防部第四中央研究所（俄语：4-й центральный научно-исследовательский институт Министерства обороны Российской Федерации）
- 列寧格勒托爾馬喬夫軍政學院
- 圖拉砲兵工程學院（俄语：Тульский артиллерийский инженерный институт）
- 托木斯克國立大學
- 托木斯克理工大學
- 庫茲涅佐夫海軍學院
- 莫斯科鋼與合金研究所（英语：Moscow Institute of Steel and Alloys）